# The Ocean Way Sessions
The Ocean Way Sessions è l'EP di debutto della cantante statunitense Christina Perri, pubblicato il 9 novembre 2010 su etichetta discografica Atlantic Records. L'EP è anticipato dal singolo Jar of Hearts.
L'EP ha raggiunto la posizione numero 144 della classifica statunitense, debuttandovi il 20 novembre 2010. La raccolta contiene cinque brani interpretati dal vivo dalla cantante e registrati agli Ocean Way Studios di Los Angeles.

## Tracce
1. Bang Bang Bang – 2:57
2. Black + Blue – 2:37
3. Daydream – 3:47
4. Tragedy – 4:13
5. Jar of Hearts – 4:05

## Classifiche
| Classifica (2010) | Posizione massima |
| ----------------- | ----------------- |
| Stati Uniti       | 144               |